# 小理查德·贝奇
小理查德·贝奇（英語：Richard Bache, Jr.，全名理查德·富兰克林·贝奇，Richard Franklin Bache，1784年—1848年）是一位得克萨斯州共和党政治家，是理查德·贝奇之子，本杰明·富兰克林的外孙。他娶了亚历山大·J·达拉斯之女索菲亚·伯勒尔·达拉斯，育有九个子女，长子是亚历山大·达拉斯·贝奇。